# Quantificació (processament de senyal)
En processament digital de senyals, la quantificació és la discretització d'un rang continu d'amplituds per arrodoniment o truncament de valors. El resultat que s'obtindrà serà un grup més reduït de valors discrets. És el procediment posterior al mostreig dins el procés de digitalització de senyals analògics o conversió analògic-digital (A/D).

## Propietats bàsiques
S'ha d'esmentar que un senyal discret (senyal continu mostrejat) no necessàriament ha d'estar quantificat, el qual pot ser un punt de confusió. La tasca de la quantificació és la conversió d'un senyal discret a un senyal digital.
Val a dir també que en la quantificació encara no s'assignen codis binaris a les mostres. D'aquesta manera no hem de confondre tampoc amb el procés de la codificació, ja que el que s'obté, com ja s'ha esmentat, és una successió de valors discrets, però no binaris.
D'aquesta manera, es pot avançar que aquests tres passos (mostreig, quantificació i codificació) són els assumits pels convertidors analògic-digital per a la digitalització de senyals analògics d'entrada.

## Funcionament
Durant el procés de quantificació es mesura el nivell de cadascuna de les mostres obtingudes al procés de mostreig, atribuint-les un valor finit (discret), seleccionat per aproximació dins un marge de nivells prèviament fixat.

### Paràmetres bàsics
Entesa ja la quantificació, aclarirem quins són els paràmetres bàsics de partida que la caracteritzen, per tal d'afavorir una posterior correcta entesa del seu funcionament.
- Nombre de bits de quantificació:

{\displaystyle N_{bits}\rightarrow } Nombre de bits amb els quals quantifiquem
- Nombre de nivells de quantificació:

{\displaystyle N_{nivells}=2^{Nbits}\rightarrow } Nombre de nivells en què dividim el marge dinàmic
- Marge dinàmic:
  - Analògic: Marge dinàmic del senyal d'entrada al A/D en Volts

{\displaystyle MD_{analog}=V_{max}-V_{min}\,}
- - Digital: Marge dinàmic del senyal de sortida del quantificador donat en decibels (dB)[3]

{\displaystyle MD_{digital}=20*\operatorname {log_{10}} (N_{nivells})=20*\operatorname {log_{10}} (2^{Nbits})=20*\operatorname {log_{10}} (2)\ *\ N_{bits}=6,0206*N_{bits}}
Com a valors típics tenim: 48dB (8 bits) / 96dB (16 bits)
- Pas de quantificació:

{\displaystyle \triangle ={\frac {MD}{N_{nivells}}}={\frac {2x_{max}}{N_{nivells}}}\rightarrow } Diferència d'amplitud entre dos nivells de quantificació

### Procediment
Es divideix el rang o marge dinàmic en N segments, sent N el nombre de nivells de quantificació. En el subapartat anterior s'ha pogut demostrar que aquest nombre N depèn directament i exponencial dels bits de quantificació que emprem. Tanmateix, el marge dinàmic digital augmentarà en aproximadament 6 dB per cada bit.
D'aquesta manera, es mesuraran les amplituds de les mostres d'entrada al quantificador i se les assignarà per arrodoniment un valor finit, corresponent al nivell de quantificació més proper.
La diferència d'amplitud entre dos nivells s'anomena pas de quantificació. Tornant al nombre de bits de quantificació, s'ha comentat que conforme augmentem el seu nombre, el nombre de nivells de quantificació augmenta exponencialment. Per tant, podem veure que el marge dinàmic quedarà subdividit en passos de quantificació menors. Això implica que l'arrodoniment sigui més precís i exacte al valor d'amplitud real de la mostra.
És en l'arrodoniment on entra en joc l'error de quantificació. Es pot definir com la diferència entre el senyal mostrejat (continu en el seu rang de valors) i el senyal quantificat (discret en el seu rang de valors).
{\displaystyle e_{Q}[n]=x[n]-x_{Q}[n]}
En el cas de l'Quantificació (processament d'àudio), aquest error implica l'aparició de l'anomenat soroll de quantificació. Podem fer dos aproximacions quant a la relació senyal a soroll (SNR) en dB's:
1. Per a un to sinusoidal i soroll de quantificació uniformement distribuït: {\displaystyle SQNR=6.0206*N_{bits}+1.76}
2. Si {\displaystyle e_{Q}[n]} està uniformement distribuït (Quan {\displaystyle N_{bits}} es prou gran): {\displaystyle SNR=6.0206*N_{bits}-7.21}
Com s'ha comentat anteriorment, com més bits de quantificació emprem, l'arrodoniment d'amplituds serà més exacte, amb el qual, l'error de quantificació serà menor i, per tant, tindrem una major relació senyal a soroll.

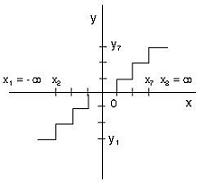
Relació entrada(x) - sortida(y) en quantificació uniforme

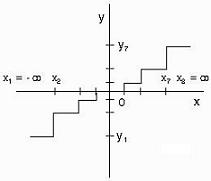
Relació entrada(x) - sortida(y) en quantificació no uniforme

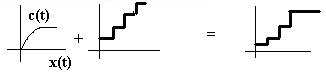
Procés quantificació logarítmica

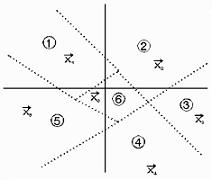
Quantificació vectorial

## Tipus de quantificació
Per tal de reduir la quantitat de dades de forma més eficient, així com per reduir els efectes negatius de l'error de quantificació, s'utilitzen diverses tècniques de quantificació.
1. Quantificació uniforme: Utilitza una taxa de bits constant per a tot el marge de valors del senyal o, cosa que és el mateix, la diferència entre els nivells de reconstrucció o de quantificació és sempre la mateixa. No fan cap suposició amb relació a la naturalesa del senyal a quantificació (probabilitat d'ocurrència, mostres adjacents, etc.).
2. Quantificació no uniforme: S'aplica quan es processen senyals no homogenis que se sap que seran més sensibles en una determinada banda concreta de freqüències. S'assignen més o menys bits depenent de l'entropia del senyal, tenint que la diferència entre els nivells de quantificació sigui en aquest cas variable. Això implica una taxa de bits també variable, la qual augmentarà on vulguem tenir més precisió. Si durant la digitalització s'ha usat una quantificació no uniforme, s'ha d'utilitzar el mateix circuit no lineal durant la descodificació per a poder recompondre el senyal de forma correcta.
3. Quantificació logarítmica: Com podem veure a la figura, es fa passar el senyal per un compressor logarítmic per després aplicar una quantificació uniforme. És aplicat normalment per a senyals de veu com en el cas de la telefonia (Veure Quantificació (processament d'àudio)). La llei-mu i la llei-A són dos algoritmes basats en aquesta filosofia.Després, el senyal digital ha de passar per un expansor, que realitza la funció inversa del compressor logarítmic. S'anomena companding al procediment conjunt de compressió i expansió.
4. Quantificació vectorial: Es basa en la quantificació de les mostres en blocs en lloc de fer-ho individualment, com es feia en el cas dels mètodes anteriors. Cadascun dels blocs es tractarà com si fos un vector, obtenint així una major eficiència. S'ha de veure aquest procés com a derivat dels anteriors. La quantificació vectorial és la més eficient de totes les modalitats pel que fa a l'error de quantificació.

## Quantificació i compressió
La quantificació és l'element fonamental de la compressió de dades. No obstant això, cal aclarir que la compressió associada a aquest procés és l'anomenada compressió amb pèrdues, sent així el tret diferenciador entre aquest tipus de compressió i la compressió sense pèrdues. Tanmateix, l'ús de la quantificació ve motivat normalment per la necessitat de reduir la mida de les dades que necessitarem per representar un senyal.
Un dels mètodes de compressió es basa simplement a descartar dades de forma selectiva, cosa que aplica com a procés quantificador l'anomenada quantificació vectorial (Vegeu el punt Tipus de quantificació).
En el cas de l'àudio, la compressió va lligada amb el fet de reduir la quantitat de dades mitjançant estimació perceptual, on únicament es quantificaran les dades perceptibles per l'orella humana. Aquest és el cas de l'MP3 o el Vorbis (Vegeu emmascarament sonor i llindar d'emmascarament).
Altrament, en el cas de la imatge, podem posar com a exemple el JPEG com a esquema de compressió d'imatges. L'algoritme que aplica aquest esquema es basa a descartar coeficients de l'anomenada DCT (Discret Cosine Transform o Transformada Discreta del Cosinus)), per posteriorment quantificar la informació i aplicar-li una codificació entròpica (s'assignaran més o menys bits als coeficients depenent de la seva probabilitat d'ocurrència; més probable, menys bits). D'aquesta manera, reduint el nombre de coeficients reduirem intrínsecament la precisió de la imatge, però el nombre de bits necessari per representar aquesta imatge es veurà reduït considerablement.